# Patrick M’Boma
Henri Patrick M’Boma Dem (* 15. November 1970 in Douala) ist ein ehemaliger kamerunischer Fußballspieler.

## Leben
Im Alter von zwei Jahren zog M’Boma mit seiner Familie aus dem heimischen Douala in die französische Hauptstadt nach Paris. Er wurde in der Folgezeit mehr als französisches Talent angesehen und wechselte in seiner Jugend von der ersten Fußballstation Stade de L’Est in die Nachwuchsabteilung von Paris Saint-Germain. Dort bemerkte man schnell die Stärken des Mittelstürmers, die in einer körperbetonten Spielweise und einem starken Torschuss mit dem linken Fuß bestehen. Im Alter von 19 Jahren stieg er in die Profiabteilung des Vereins auf, kam jedoch zunächst zu keinem Einsatz und wurde daraufhin 1992 an den Zweitligisten LB Châteauroux ausgeliehen. In Châteauroux stieg M’Boma in seiner ersten Saison in die dritte Liga ab. An dem direkten Wiederaufstieg in der darauffolgenden Spielzeit 1993/94 hatte er mit insgesamt 17 Toren einen großen Anteil und kehrte daraufhin nach Paris zurück. Dort gelang ihm weiterhin nicht der erhoffte Durchbruch, er kam nur in acht Meisterschaftsspielen zum Einsatz und wurde zur Saison 1995/96 an den Ligakonkurrenten FC Metz ausgeliehen. Mit dem Verein gewann er mit dem Ligapokal seinen ersten Titel und startete nach Ablauf der Spielzeit seinen dritten Versuch in Paris.
Nachdem er sich dort erneut nicht positiv entwickeln konnte, nahm M’Boma noch im selben Jahr 1997 ein Angebot des japanischen J.-League-Vereins Gamba Osaka an und erzielte dort auf Anhieb 25 Tore für seinen neuen Klub, der eine sportliche Entwicklung vom Abstiegskandidaten zu einem ernsthaften Meisterschaftskandidat erlebte. In dieser Zeit war M’Boma angesichts seiner Leistungen als Schwarzer Panther von Osaka bekannt. Kurz nach Beginn der darauffolgenden Saison 1998/99 und im Anschluss an die WM 1998 in Frankreich erhielt er ein Angebot des italienischen Serie-A-Aufsteigers Cagliari Calcio und spielte fortan zwei Jahre für den sardischen Verein.
Als Cagliari im Jahr 2000 aus der obersten italienischen Spielklasse abstieg, wechselte M’Boma zur AC Parma und kam dabei erstmals zu internationalen Einsätzen auf Vereinsebene. Er erreichte mit seiner Mannschaft den vierten Platz und verpasste die Gruppenphase zur UEFA Champions League knapp. In der Winterpause der laufenden Saison verpflichtete ihn dann der englische Premier-League-Verein FC Sunderland auf Leihbasis. Dort konnte er mit Ausnahme eines Treffers gegen Tottenham Hotspur nicht überzeugen.
Es folgte ein kurzes Gastspiel beim libyschen Verein Al-Ittihad, der von As-Saadi al-Qaddhafi, Sohn des Revolutionsführers Muammar al-Gaddafi, geleitet wurde. Im Jahr 2003 zug es M’Boma zurück nach Japan, wo er sich dem Verein Tokyo Verdy 1969 anschloss. In seiner letzten Saison spielte er dann für Vissel Kōbe, bevor er im Mai 2005 aufgrund anhaltender Verletzungsprobleme das Ende seiner fußballerischen Karriere verkündete.
M’Boma erzielte in insgesamt 57 Länderspielen für die kamerunische Fußballnationalmannschaft 33 Tore. Nach seinem Debüt im Jahr 1995 nahm er an den Weltmeisterschaften 1998 in Frankreich und 2002 in Japan und Südkorea teil. Darüber hinaus gewann er im Jahr 2000 sowohl die Afrikameisterschaft als auch die Goldmedaille bei den Olympischen Spielen in Sydney. Im gleichen Jahr wurde er zu Afrikas Fußballer des Jahres gewählt. Bei seinem letzten großen Erfolg im Jahr 2002 konnte er erneut die Afrikameisterschaft gewinnen.

## Erfolge

### Titel
- 2000: Goldmedaille bei den Olympischen Sommerspielen
- 2000: Afrikameisterschaft
- 2002: Afrikameisterschaft

### Auszeichnungen
- 1997: Torschützenkönig der J. League
- 2000: Afrikas Fußballer des Jahres
- 2000: BBC African Footballer of the Year
- 2000: Torschützenkönig der Coppa Italia
- 2002: Torschützenkönig der Afrikameisterschaft

## Privat
Im Mai 2022 konvertierte der ehemalige Christ M’Boma zum Islam und trägt fortan den Namen „Abdoul Djalil“.